# Okręg wyborczy nr 16 do Senatu Rzeczypospolitej Polskiej
Okręg wyborczy nr 16 do Senatu Rzeczypospolitej Polskiej obejmuje obszar miasta na prawach powiatu Lublina (województwo lubelskie). Wybierany jest w nim 1 senator na zasadzie większości względnej.
Utworzony został w 2011 na podstawie Kodeksu wyborczego. Po raz pierwszy zorganizowano w nim wybory 9 października 2011. Wcześniej obszar okręgu nr 16 należał do okręgu nr 6.
Siedzibą okręgowej komisji wyborczej jest Lublin.

## Reprezentanci okręgu
| Rok  | Rok                 | Senator      | Komitet wyborczy                                                           |
| ---- | ------------------- | ------------ | -------------------------------------------------------------------------- |
|      | 2011                | Henryk Cioch | Prawo i Sprawiedliwość                                                     |
| 2015 | Andrzej Stanisławek |              | Prawo i Sprawiedliwość                                                     |
|      | 2019                | Jacek Bury   | KKW Koalicja Obywatelska PO .N iPL Zieloni                                 |
|      | 2023                | Jacek Trela  | KKW Trzecia Droga Polska 2050 Szymona Hołowni – Polskie Stronnictwo Ludowe |

## Wyniki wyborów

### Wybory parlamentarne 2011
| Kandydat                                                                                      | Kandydat             | Komitet wyborczy                           | Głosów | Głosów | Głosów |
| Kandydat                                                                                      | Kandydat             | Komitet wyborczy                           | Liczba | %      | +/–    |
| --------------------------------------------------------------------------------------------- | -------------------- | ------------------------------------------ | ------ | ------ | ------ |
|                                                                                               | Henryk Cioch         | Prawo i Sprawiedliwość                     | 53 961 | 34,18  | –      |
|                                                                                               | Izabella Sierakowska | KWW Izabelli Sierakowskiej                 | 50 931 | 32,87  | –      |
|                                                                                               | Jan Wiater           | Polskie Stronnictwo Ludowe                 | 16 575 | 10,70  | –      |
|                                                                                               | Paweł Policzkiewicz  | KWW Paweł Policzkiewicz                    | 14 913 | 9,62   | –      |
|                                                                                               | Dariusz Jedlina      | KWW Unia Prezydentów – Obywatele do Senatu | 14 331 | 9,25   | –      |
|                                                                                               | Artur Gilewski       | Polska Partia Pracy – Sierpień 80          | 5247   | 3,39   | –      |
| Frekwencja: 57,89% Liczba głosów ważnych: 154 958 (96,65%) Źródło: Państwowa Komisja Wyborcza |                      |                                            |        |        |        |

### Wybory parlamentarne 2015
| Kandydat                                                                                      | Kandydat            | Komitet wyborczy                             | Głosów | Głosów | Głosów |
| Kandydat                                                                                      | Kandydat            | Komitet wyborczy                             | Liczba | %      | +/–    |
| --------------------------------------------------------------------------------------------- | ------------------- | -------------------------------------------- | ------ | ------ | ------ |
|                                                                                               | Andrzej Stanisławek | Prawo i Sprawiedliwość                       | 67 708 | 44,43  | +10,25 |
|                                                                                               | Krzysztof Cugowski  | KWW Krzysztofa Cugowskiego                   | 53 081 | 34,83  | –      |
|                                                                                               | Stanisław Kieroński | KKW Zjednoczona Lewica SLD+TR+PPS+UP+Zieloni | 31 592 | 20,73  | –      |
| Frekwencja: 58,62% Liczba głosów ważnych: 152 381 (96,29%) Źródło: Państwowa Komisja Wyborcza |                     |                                              |        |        |        |

### Wybory parlamentarne 2019
| Kandydat                                                                                      | Kandydat                | Komitet wyborczy                           | Głosów | Głosów | Głosów |
| Kandydat                                                                                      | Kandydat                | Komitet wyborczy                           | Liczba | %      | +/–    |
| --------------------------------------------------------------------------------------------- | ----------------------- | ------------------------------------------ | ------ | ------ | ------ |
|                                                                                               | Jacek Bury              | KKW Koalicja Obywatelska PO .N iPL Zieloni | 84 889 | 49,63  | –      |
|                                                                                               | Krzysztof Michałkiewicz | Prawo i Sprawiedliwość                     | 72 903 | 42,63  | –1,80  |
|                                                                                               | Wojciech Górski         | KWW Przywrócić Prawo                       | 13 237 | 7,74   | –      |
| Frekwencja: 66,25% Liczba głosów ważnych: 171 029 (98,24%) Źródło: Państwowa Komisja Wyborcza |                         |                                            |        |        |        |

### Wybory parlamentarne 2023
| Kandydat                                                                                      | Kandydat            | Komitet wyborczy                                                           | Głosów | Głosów | Głosów |
| Kandydat                                                                                      | Kandydat            | Komitet wyborczy                                                           | Liczba | %      | +/–    |
| --------------------------------------------------------------------------------------------- | ------------------- | -------------------------------------------------------------------------- | ------ | ------ | ------ |
|                                                                                               | Jacek Trela         | KKW Trzecia Droga Polska 2050 Szymona Hołowni – Polskie Stronnictwo Ludowe | 93 316 | 48,48  | –      |
|                                                                                               | Lech Sprawka        | Prawo i Sprawiedliwość                                                     | 65 282 | 33,92  | –8,71  |
|                                                                                               | Mirosław Piotrowski | Konfederacja Wolność i Niepodległość                                       | 19 594 | 10,18  | –      |
|                                                                                               | Marcin Nowak        | KWW Marcina Nowaka                                                         | 7580   | 3,94   | –      |
|                                                                                               | Mieczysław Konarski | Ruch Naprawy Polski                                                        | 6695   | 3,48   | –      |
| Frekwencja: 75,74% Liczba głosów ważnych: 192 467 (98,68%) Źródło: Państwowa Komisja Wyborcza |                     |                                                                            |        |        |        |